# Zespół Axenfelda-Riegera
Zespół Axenfelda-Riegera (ang. Axenfeld-Rieger syndrome, ARS) – zespół wad wrodzonych, charakteryzujący się występowaniem obustronnych wad przedniego odcinka oka skojarzonych z wadami rozwojowymi zębów, środkowej części twarzy i jamy brzusznej. Większość przypadków zespołu wiąże się z mutacjami genów PITX2 lub FOXC1. Zespół opisali niezależnie od siebie Theodor Axenfeld i Herwigh Rieger.

## Obraz kliniczny
W spektrum klinicznym zespołu Axenfelda-Riegera zawierają się, początkowo opisywane osobno, anomalia Axenfelda i anomalia Riegera. Ponadto osobno traktowano tzw. zespół Riegera:
- anomalia Axenfelda jest zaburzeniem budowy kąta przesączania, w którym powstają zrosty między przesuniętą do przodu, nierówną i wystającą linią Schwalbego a pasmami odchodzącymi od obwodowej części tęczówki. Jaskra wrodzona wtórna w anomalii Axenfelda występuje dosyć rzadko;
- anomalia Riegera polega na dysgenezji tęczówkowo-rogówkowej z wyraźną hipoplazją zrębu tęczówki, przemieszczeniem źrenicy (corectopia) i pełnościennymi otworami tęczówki (pseudopolycoria). Linia Schwalbego w anomalii Axenfelda jest niekiedy przemieszczona do komory przedniej (ang. posterior embryotoxon). W 50-60% przypadków w wyniku dysgenezji rozwija się jaskra wtórna wrodzona;
- w zespole Riegera obok obustronnych wad przedniego odcinka oka stwierdza się dodatkowo wady zębów, takie jak mikrodoncja, hipodoncja, anodoncja albo hipoplazja szczęki, cechy dysmorficzne twarzy: szeroki grzbiet nosa, telekantus, hiperteloryzm oczny.

## Etiologia
ARS powiązano z pięcioma loci genowymi (4q25, 6p25, 11p13, 13q14, 16q24). Stwierdzono mutacje w trzech genach kodujących czynniki transkrypcyjne; dwie z nich - dotyczące genów PITX2 i FOXC1 w loci, odpowiednio, 4q25 i 6p25, są najczęstsze. W jednym przypadku stwierdzono mutację w genie PAX6 w locus 11p13.